# Сиресинське сільське поселення
Сире́синське сільське поселення (рос. Сиресинское сельское поселение) — муніципальне утворення у складі Поріцького району Чувашії, Росія. Адміністративний центр — село Сиресі.

## Населення
Населення — 514 осіб (2019, 677 у 2010, 924 у 2002).

## Склад
До складу поселення входять такі населені пункти:
| Населений пункт | Населення, осіб (2002) | Населення, осіб (2010) |
| --------------- | ---------------------- | ---------------------- |
| Любимовка, село | 178                    | 108                    |
| Роздольне, село | 96                     | 64                     |
| Сиресі, село    | 650                    | 505                    |